# يبين (مغنية)
بايك يي بن، المعروفة بإسم يبين (بالكورية: 백예빈)‏ هي مغنية وكاتبة أغاني كورية جنوبية، ولدت يوم 13 يوليو 1997 في تشنتشون في كوريا الجنوبية.

## روابط خارجية
- Baek Ye-bin على موقع ميوزك برينز (الإنجليزية)